# Els Catarres
Els Catarres són un grup de música català d'estil pop-folk compost per Èric Vergés i Jan Riera, d'Aiguafreda, i Roser Cruells, de Centelles. Amb la cançó «Jenifer» van assolir la fama l'estiu de 2011.

## Història

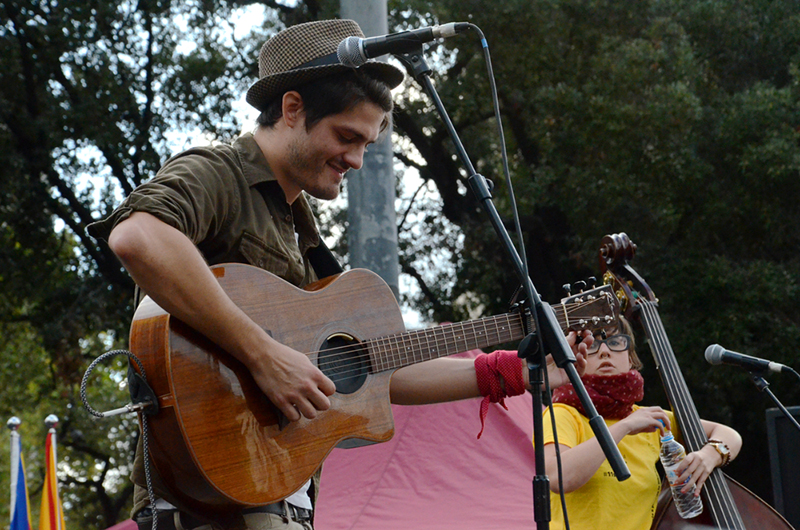
Èric Vergés

El grup es va formar al final de 2010 i van iniciar la seva carrera tocant als bars i a la Fira d'Artesania d'Aiguafreda. El seu primer grup de cançons va estar disponible exclusivament a internet. Gràcies a una d'elles, «Jenifer», una cançó que parla de l'amor prohibit entre un patriota català i una xoni de Castefa, van assolir la fama el 2011. El juny del 2011, el vídeo a YouTube de la cançó «Jenifer» arribava a les 200.000 visites i a mitjan setembre s'acostava a les 800.000, gràcies al boca-orella digital. El mes d'octubre va arribar al milió de reproduccions i va rebre multitud de versions. En l'actualitat, ja compta amb més de 7.300.000 visites a Youtube i és el vídeo més vist de la música en català. Al llarg de l'estiu del 2011, van tenir un centenar de concerts programats arreu de Catalunya. Van manifestar que si mai fitxaven per una discogràfica seria amb la condició de poder continuar oferint la seva música a la xarxa de franc.
El 29 de novembre de 2011 va sortir a la venda el seu primer àlbum, Cançons 2011, amb tretze cançons, quatre d'elles inèdites. Sota el segell Discmedi Blau. En total van vendre més de 6.000 discs. tot i que les cançons es van poder trobar gratuïtament a Internet. La primera cançó inèdita a penjar-se va ser «Me'n vaig al camp», una paròdia d'un «modernet» de Barcelona que decideix anar-se'n a viure al camp. El març de 2012 Els Catarres van guanyar el Premi Enderrock 2012 a la millor lletra de cançó per «Jenifer». L'estiu del mateix any van engegar la Gira Bandarra 2012 amb la presentació de la seva nova maqueta, anomenada "Tintin i la Contorsionista". Aquesta maqueta composta de dues cançons «Tintín» amb més de 5.000.000 de visualitzacions i «La Contorsionista», aquesta darrera, enregistrada amb la col·laboració d'Adrià Salas de La Pegatina. Aquell mateix any van afegir als seus directes instruments de vent-metall: trompeta (Jaume Esteve); trombó (Marc Ruescas) i percussió (Malena).
El 2013 van publicar el seu segon àlbum, Postals produït per David Rosell. Un àlbum que va marcar un abans i un després en la seva trajectòria amb grans èxits com «Rock & Roll» amb més de 8.800.000 de visualitzacions, «Vull Estar amb Tu» amb més de 14.700.000 visualitzacions o «Invencibles» amb més de 8.900.000 de visualitzacions. Sota el segell de Música Global i van començar una gira, titulada amb el mateix nom, que els va portar arreu dels Països Catalans. És en aquest disc que s'incorpora la bateria gironina Laia Fortià. L'any següent el grup va continuar la gira Postals i va exhaurir les entrades dels dos concerts de fi de gira a la Sala Apolo de Barcelona en nou dies.
Al març de 2015 van publicar, de nou a la seva web i gratuïtament, el tercer àlbum de la banda, Big Bang. La cançó «En Peu de Guerra» amb més de 11.000.000 de visualitzacions donava pas a l'inici de l'album. Van començar la gira el 23 d'abril del mateix any al Sant Jordi Club. Aquesta gira amb el mateix nom Big Bang els va portar per tots els Països Catalans, Espanya, França, Xina i Corea. Van acabar la gira amb un total de més de cent seixanta concerts i nombrosos reconeixements, entre els quals el Premi Enderrock 2017 al millor artista en directe, el premi Arc a la millor gira 2016, Premi Enderrock 2016 al Millor artista, Premi Enderrock 2016 al Millor Disc. Big Bang va arribar a les 20.000 còpies venudes i van aconseguir així el seu primer disc d'or. Els Catarres van acomiadar-se indefinidament dels escenaris amb set concerts de comiat a Barcelona, on en deu dies van omplir les set principals sales de la ciutat, exhaurint les 7.000 entrades en només un mes i mig.
Al març de 2018 van publicar el 4t àlbum Tots els meus principis. El primer avançament d'aquest disc, «Fins que arribi l'alba», en poc temps va arribar als 7.000.000 de visualitzacions a Youtube, ara mateix amb més de 9.4M, i 10.1M a Spotify. La gira (a part dels Països Catalans) va passar per l'Índia, Regne Unit, Irlanda i que va concloure amb un macro espectacle simfònic al Sant Jordi Club de Barcelona. 2021 que va ser retransmès per TV3.
Després de 3 anys de silenci discogràfic, al Febrer de 2022 van publicar el 5è àlbum Diamants. Van aconseguir el Premi Enderrock pel millor disc de pop-rock. La gira Diamants va començar al Sant Jordi Club on van tornar a exhaurir les entrades. Aquesta gira va suposar la incorporació d'en Jordi Barnola a la trompeta i Sílvia Martos (OKDW) al trombó. La gira va recórrer tots els països catalans passant pel Palau de la Música el Novembre de 2022. Va acabar la gira a la Sala Apolo com a celebració dels seus 10 anys el novembre de 2023 omplint quatre nits consecutives, on cada nit va ser enfocada a un àlbum, Postals, Big Bang, Tots els meus principis i Diamants.
Al novembre de 2023 Els Catarres va publicar l'àlbum Invencibles un àlbum que recull els seus grans èxits versionats amb artistes del panorama musical. Hi van col·laborar: Joan Dausà, Stay Homas, Zoo, Zetak, Figa Flawas, l'Escolania de Montserrat, Lluís Llach, Els Amics de les Arts, Balkan Paradise Orchestra, Xavi Sarrià, Smoking Souls, La Fúmiga, El Diluvi, La Gossa Sorda i Sopa de Cabra.

## Discografia
| • Cançons 2011 (2011) |
| --- |
| (Discmedi Blau) 1. Potser vindré 2. Caramelles 3. Jenifer 4. Nou barris 5. La noia de la plaça 6. Instants de complaença 7. Me'n vaig al camp 8. Els amants de Sant Joan 9. Vell llop de mar 10. Tots menys tu 11. La festa major d'Aiguafreda 12. La barba 13. Vola amb mi |

| • Tintin i la Contorsionista (2012)                              |
| ---------------------------------------------------------------- |
| (Discmedi Blau) 1. Tintin 2. La Contorsionista (ft. Adrià Salas) |

| • Postals (2013) |
| --- |
| (Música Global) 1. Tokyo 2. Camp d'oliveres (amb Tomeu Penya) 3. Vull estar amb tu 4. Rock'n'roll 5. A tot color 6. De pares a fills 7. Invencibles 8. Utopia 9. Seguirem lluitant 10. Souvenirs (amb Núria Feliu) 11. T'hi va la vida 12. La porta del cel |

| • Paisatges de tinta CD+DVD (2014) |
| --- |
| (Música Global) 1. Presentació 2. De Pares a Fills 3. Instants de Complaença 4. A Tot Color 5. La Barba 6. Venim del Nord 7. Camp D'Oliveres 8. Tokyo 9. Souvenirs 10. Potser Vindré 11. Nou Barris 12. Tintin 13. T'Hi Va la Vida |

| • Big Bang (2015) |
| --- |
| (Música Global) 1. En peu de guerra 2. Estels al vent 3. Sota la llum del Sol 4. El món és teu 5. El teu cor és un tambor 6. Nit d'agost 7. Som de foc 8. Lluna nova 9. Cor Caníbal 10. El Setge 11. L'odissea 12. Gandia 1924 |

| • Tots els meus principis (2018) |
| --- |
| (Música Global) 1. Perfectes 2. Una cançó que em parla de tu 3. Fins que arribi l'alba 4. T'estava esperant 5. Avui 6. Martina 7. Humans 8. Pren el moment 9. I de sobte la llum 10. L'art de viure 11. Casablanca 12. 1983 |

| • Diamants (2022) |
| --- |
| (Halley Records) 1. Honestament 2. Avui t'he vist 3. Diamants 4. Un sostre fet d'estrelles 5. Haurà valgut la pena viure 6. T'odio 7. Atlàntides 8. Animals 9. Diana 10. La solució 11. La ferida |

- Paracaigudistes (Halley Records, 2025)[24]